# Hugo Manuel García
Hugo Manuel García (Buenos Aires, Argentina; 17 de marzo de 1948 - Buenos Aires, Argentina; 11 de enero de 1993) fue un entrenador argentino.

## Trayectoria

### Atlético Concepción
García se inició como entrenador de Atlético Concepción en el año 1980. En su primer año rompió la hegemonía de los clubes más importantes de Tucumán, cuando clasificó al Campeonato Nacional 1980. Con el equipo de la Banda, también disputó los Nacionales de 1982 y 1983.

### Quilmes
Luego de su gran paso por el equipo bandeño, llegó a Quilmes en 1984. Su primer pasó en el club duró hasta 1985. Su segunda etapa fue en 1988/89 y la tercera desde 1990 hasta 1992, siendo esta la más exitosa. En la temporada 1990/91 se coronó campeón del Nacional B y obtuvo el ascenso a Primera División.

### Defensa y Justicia
En 1985 llegó a Defensa y Justicia. Con Defensa se consagró campeón de la C Metropolitana, y obtuvo el ascenso.

### Tigre
Para la temporada 1987/88 arribó a Tigre. En el equipo de Victoria estuvo una temporada, donde clasificó al reducido por el segundo ascenso.

### Atlético Tucumán
En la temporada 1989/90 volvió a Tucumán, para dirigir a Atlético Tucumán. En el decano estuvo una temporada.

### Colón
En 1992 llegó a Colón. En su primera temporada al mando del sabalero terminó primero de la B Nacional 1992/92 y disputó un desempate para determinar al campeón y el ascenso a primera, aunque perdería la definición por penales.

## Clubes
| Club                | País      |
| ------------------- | --------- |
| Atlético Concepción | Argentina |
| Quilmes             | Argentina |
| Defensa y Justicia  | Argentina |
| Tigre               | Argentina |
| Atlético Tucumán    | Argentina |
| Colón               | Argentina |

## Palmarés
| Título     | Equipo  | País      | Año     |
| ---------- | ------- | --------- | ------- |
| Nacional B | Quilmes | Argentina | 1990/91 |